# Breg pri Zagradcu
Breg pri Zagradcu este o localitate din comuna Ivančna Gorica, Slovenia, cu o populație de 24 de locuitori.